# Система аудита лояльности клиентов
Система аудита лояльности клиентов — риск-ориентированная система оценки факторов операционной деятельности компании в рамках концепции цепи «Услуга-Прибыль» (англ. The Service Profit Chain), объясняющей взаимосвязь между прибылью компании и лояльностью клиентов.
Концепция цепи «Услуга-Прибыль» (Service–profit chain) была разработана в  90-е годы прошлого века учеными Гарвардской школы бизнеса. Звенья в цепи «услуга-прибыль» соединяются следующим образом:
- ценность создается лояльными и эффективными сотрудниками компании;
- удовлетворенность клиентов зависит от качества полученных услуг;
- лояльность клиентов возникает в результате их удовлетворенности;
- прибыль компании определяется лояльностью клиентов и позволяет мотивировать сотрудников.

Исходя из каузальной (причинно-следственной) сущности концепции цепи «Услуга-Прибыль» Д. Хескетт и Л. Шлезингер из Гарвардской школы бизнеса обосновали необходимость проведения аудита цепи «услуги-прибыль». Такой аудит призван помочь компаниям определить, какие именно факторы их операционной деятельности стимулируют их прибыль и предложить действия, которые позволят обеспечить компании выполнение «цикла успеха».
В рамках Системы аудита лояльности клиентов влияние удовлетворенности клиентов качеством оказанных им услуг на уровень лояльности клиентов анализируется с использованием инструментов риск-менеджмента ГОСТ Р ИСО 31000:2010 «Риск-менеджмент». Как правило, в Системе аудита лояльности клиентов используется матрица рисков 5 × 5 и 4-х уровневое ранжирование рисков.  Ключевой термин «риск» в Системе аудита лояльности клиентов в соответствии с ГОСТ Р ИСО 31000:2010 означает не «шанс или вероятность потерь», а «влияние неопределенности на цели». Таким образом, в Системе аудита лояльности клиентов термин «риск» применяется для обозначения как негативных, так и позитивных событий.

## Применение
- Система аудита лояльности клиентов используется в медицинском менеджменте и системе раннего предупреждения юридических рисков в медицине. В рамках Системы аудита лояльности клиентов медицинскими организациями используется SOL-решение, позволяющее  численно оценивать риски лояльности и сопоставлять результаты независимой оценки удовлетворенности пациентов с достигнутым результатом — совокупным уровнем лояльности, коррелированным с доходностью медицинской организации. Используемые в Системе аудита лояльности клиентов показатели силы воздействия на результат и частоты выявленных в результате опроса пациентов событий риска (неудовлетворенности клиентов) в соответствии с используемой в Системе аудита лояльности клиентов матрицей риска определяют ранг риска.[5] [6]

- В санаторно - курортной отрасли и гостиничном бизнесе. Возможность ранжирования рисков лояльности позволяет делегировать полномочия. Так, критические риски отеля требуют оперативных действий и, как правило, контролируются управляющим директором отеля.[7]

- В финансовой сфере. Система аудита лояльности клиентов может использоваться при осуществлении мониторинга банковских активов и  МСФО (IFRS 9) «Финансовые инструменты». FEBA-подход, используемый в рамках Базель II для оценки рисков концентрации,  предусматривает учет остроты поведенческих реакций клиентов банка - степени их лояльности организации.[8][9][10]